# Ange (groupe)
Pour les articles homonymes, voir Ange (homonymie).
 (juillet 2024).
Ange est un groupe français de rock progressif, originaire de Belfort, d'Héricourt et de Vesoul, en Franche-Comté. Créé fin 1969, il est formé initialement par Christian Décamps et Jean-Michel Brézovar, rapidement rejoints par Francis, frère de Christian.
À ses débuts, la musique du groupe s'inspire de textes médiévaux-fantastiques intégrés à du rock progressif. Le groupe connaît de nombreux changements de musiciens. Conduit par Christian Décamps et son fils Tristan, le groupe continue son activité après le retrait de Francis Décamps en 1995. Tout au long de son existence, il a cumulé six disques d'or et vendu plus de six millions d’albums.

## Biographie

### Origines et débuts
Le groupe est formé au quatrième trimestre 1969, de la fusion de l’orchestre de bal de Christian Décamps, Les Anges, et du groupe de son frère Francis Décamps, Évolution. Christian Décamps a déjà plusieurs années de pratique de « groupe pop et de bal » et Francis tend plutôt vers le rock. Le 31 janvier 1970, Ange se fait connaître à Belfort, au centre culturel de La Pépinière, avec un opéra de trois heures, La Fantastique Épopée du général Machin, composé par Christian Décamps sur son tout nouvel orgue Hammond. Des extraits en public de ce concert se retrouveront sur le double album 1970-1971 - En concert publié en 1978 par RCA sans l’accord du groupe. Après plusieurs passages à Paris au Golf Drouot sur l’impulsion de leur manager Jean-Claude Pognant (né en 1943, connu également sous le pseudonyme Jean-Claude Vincent et qui créera les labels Crypto, Caepe Records et Arcane), le groupe finit par remporter le tremplin et signe chez Philips Records, enregistrant immédiatement son premier 45 tours, Tout feu, tout flamme, à la fin de 1971.
Soutenu par le magazine Best, notamment par le journaliste Hervé Picart et par Jean-Bernard Hebey sur RTL, Ange sort son premier album, Caricatures, en 1972. Dans leur rock théâtral et poétique, le chanteur Christian Décamps emploie des mots et des tournures de phrases rares dans le milieu musical rock, donnant au groupe une originalité qui le démarque des autres formations françaises de l’époque. Pendant l’été 1972, Ange tourne en première partie de Johnny Hallyday et de son « Johnny Circus ». Leur premier succès vient de leur reprise de Ces gens-là de Jacques Brel, extrait de l’album Le Cimetière des arlequins paru en 1973.
Le 26 août 1973, Ange joue devant trente mille spectateurs au Reading Festival, au même programme que Genesis, The Spencer Davis Group et John Martyn. Le groupe est ovationné après un spectacle très enlevé de quarante minutes. En 1974 paraît l’album Au-delà du délire contenant des titres mémorables et emblématiques comme Les Longues Nuits d’Isaac, Fils de Lumière, Si j’étais le messie, ainsi que son morceau éponyme. Ces morceaux marqueront durablement le rock progressif français. En 1977, les concerts du Ange Tour 77 durent jusqu’à deux heures et vingt minutes. Christian Descamps avoue : « Le show est peut-être un peu long quand même. Il faut vraiment tenir la distance, et puis, je ne peux plus me donner comme avant depuis que je me suis cassé les pieds. Il y a toujours une douleur qui vient me le rappeler. Cette tournée est très fatigante. »
Dans ses premières années, les autres membres du groupe sont Jean-Michel Brézovar à la guitare, Francis Décamps aux claviers, Gérard Jelsch à la batterie et Daniel Haas à la basse et à la guitare acoustique. Jusqu’à l’album Au-delà du délire (1974), la formation sera celle d’origine, puis pour les albums Émile Jacotey (1975), Par les fils de Mandrin (1976), Guet-apens (1978), Vu d’un chien (1980) et suivants se succéderont plusieurs musiciens autour du duo des frères Décamps avec, entre autres, les passages de Guénolé Biger, Jean-Pierre Guichard, Claude Demet, Robert Defer, Laurent Sigrist et Serge Cuénot.

### Fin de la première époque
En 1981, dans la foulée de l'album Moteur, le groupe tourne dans le téléfilm Les Rats de cave  réalisé par Jean-Claude Morin, comédie policière loufoque écrite par Marie-France Briselance, avec les acteurs Sim et Romain Bouteille.
Les « anciens », Daniel Haas et Jean-Michel Brézovar, retrouvent le groupe en 1987 pour une nouvelle version de Tout feu tout flamme sur l’album C’est pour de rire, et suivent à nouveau l’aventure du groupe. Robert Defer réintègre le groupe en 1988. Suivront les albums Sève qui peut en 1989 puis Les Larmes du Dalaï Lama en 1992.
En 1990, Christian Décamps, accompagné par son fils Tristan, sort l’album Juste une ligne bleue sous l’appellation « Christian Décamps et Fils », déjà utilisée en 1979 lors de la sortie de son premier album solo Le mal d'Adam, alors que Tristan n'y participait pas, car âgé seulement de 7 ans. Suivront sous la même appellation Nu en 1994 et 3e étoile à gauche en 1997.
En 1994, Ange publie la compilation Mémo.
Début 1995, le groupe retrouve sa formation d’origine avec le retour de Gérard Jelsch et commence une tournée d’adieu qui s’achève en décembre de la même année au Zénith de Paris. Ainsi s'achève le groupe « époque Francis Décamps ».

### Deuxième époque
En 1999, Ange, renforcé par Tristan Décamps aux claviers, Hassan Hajdi à la guitare, Thierry Sidhoum à la basse et Hervé Rouyer à la batterie (qui ont tous joué sur certains albums de « Christian Décamps et Fils »), commence l'« époque Tristan Décamps ». Le groupe sort les albums La Voiture à eau (1999), Culinaire Lingus (2001), ? (2005), Souffleurs de vers (2007), Le bois travaille même le dimanche (2010) et Moyen Âge (2012). Benoit Cazzulini remplace Rouyer à la batterie en 2003.
En 2001, Xavier de Fontenay propose au groupe de participer à l’élection de Miss France 2002 en direct de Mulhouse sur TF1 à travers une séquence tournée à Belfort pendant un concert donné à la Maison du Peuple, à la demande de Jean-Pierre Chevènement.
En 2002, le réalisateur Jean-Claude Morin raconte l’histoire du groupe dans le documentaire Un Ange passe et met en lumière le conflit larvé qui existait entre les deux frères, dont le groupe a souffert.
En 2003, dans le téléfilm Fragile de Jean-Louis Milesi dont l’action se déroule en 1974, on peut voir deux jeunes acteurs assister à un concert d’Ange. Des plans dans la salle alternent avec des extraits d’un concert de l’époque, où Ange interprète Fils de lumière.
En juin 2006, le groupe se produit aux États-Unis lors du NEARfest, le plus important festival international de rock progressif. De son côté, Francis Décamps, accompagné de Gérard Jelsch, forme son nouveau groupe Gens de la Lune et sort, en 2008, l’album homonyme, premier opus de ce groupe.
Le 12 août 2006, dans le cadre de sa convention à Bergerac (Dordogne) et pour le soixantième anniversaire de Christian Décamps, Ange invite Lazuli à faire sa première partie.
Le 25 novembre 2007, Ange invite Nelson Monfort à faire sa première partie à l’Olympia.
Au cours de l'été 2009, Christian Décamps et son fils participent aux quelques représentations de l’opéra rock celtique Anne de Bretagne du Nantais Alan Simon. Christian y tient le rôle de François II, duc de Bretagne, et Tristan celui de Charles VIII.

### Années 2010
Le 31 janvier 2010, quarante ans jour pour jour après la première scène du groupe à Belfort, Ange assure un concert spécial à l’Olympia de Paris, qui lance la tournée La 40e rugissante, marquant le quarantième anniversaire du groupe.
Le 4 décembre 2011, Ange invite Gens de la Lune pendant presque une heure sur la scène du Bataclan. En rappel de son ancien groupe, Francis Décamps rejoue Jour après jour à la guitare avec son frère Christian, ce qui ne s'était pas produit depuis le dernier concert de la tournée d'adieu de la première époque d'Ange en 1995.
En mai 2012 sort l’album Moyen Âge sur lequel, à côté de quatre chansons, apparaît une longue suite homonyme de plus de 50 minutes.
En avril 2013, Ange joue à Tokyo au Japon pour deux concerts exceptionnels au Yamaha Ginza Studio. Le 2 septembre suivant, l'ancien guitariste du groupe, Claude Demet, meurt à Besançon des suites d’une longue maladie à l'âge de 65 ans,.

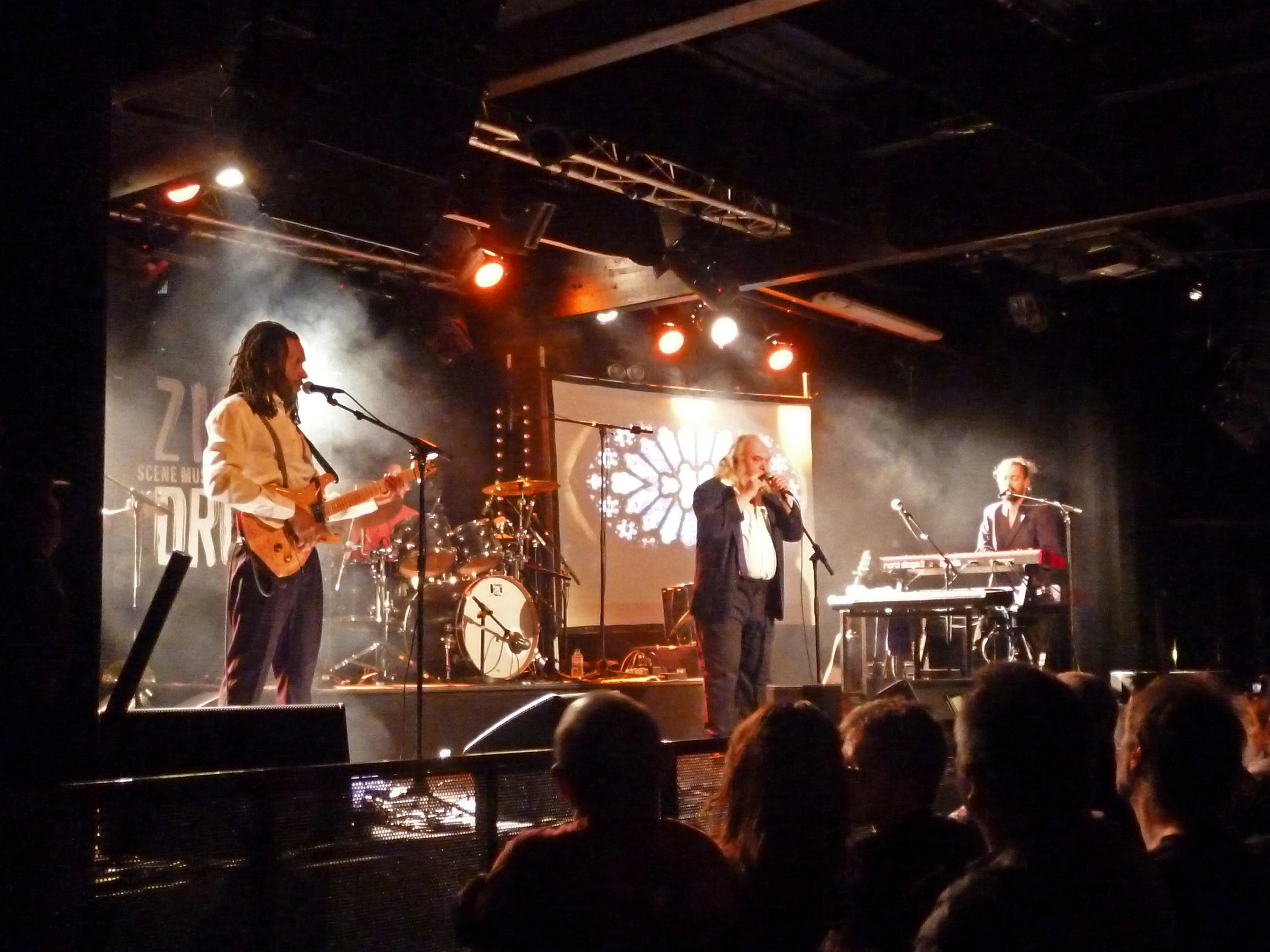
Ange à Compiègne, le 7 mai 2016.

En juin 2014 sort l’album Émile Jacotey Résurrection, réenregistrement trente ans plus tard de l'album emblématique du groupe Émile Jacotey sorti en 1975, augmenté de quatre titres inédits.
Le 5 novembre 2016, Un Pied dans la Marge (UPDLM), le « fan clan » officiel du groupe, fête ses vingt ans d’existence et les 70 ans de Christian Décamps à Harfleur en Normandie.
Le 2 mars 2018, le groupe sort un nouvel album, Heureux ! et part en tournée,.
Le 7 avril 2019, un autre ancien guitariste d'Ange, Robert Defert, meurt à Trétudans, à l'âge de 64 ans,. Le 18 mai suivant, le groupe joue pour la deuxième fois à Nancy lors de la tournée Heureux !. Le concert est enregistré et filmé : il sort en coffret (deux CD / un DVD) en juillet 2019 sous le titre Escale heureuse.

### Années 2020

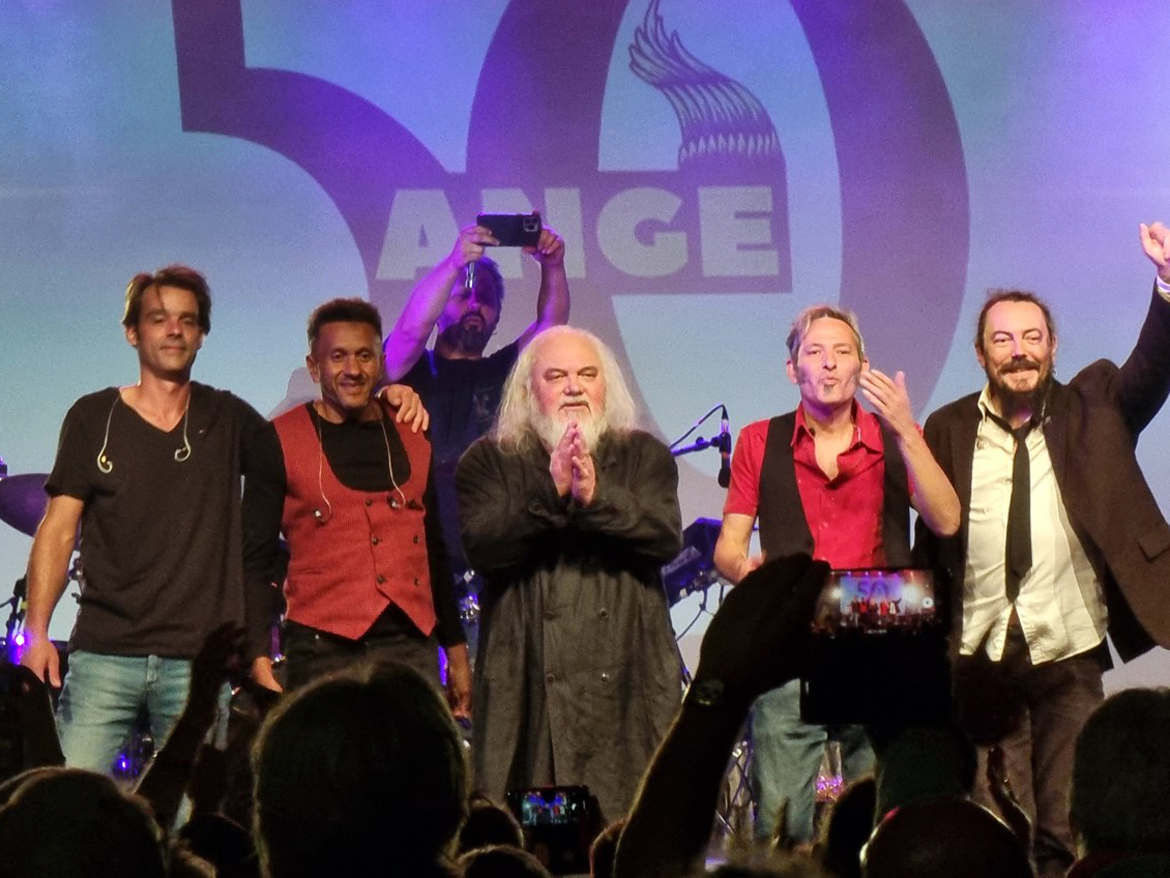
Cinquante ans d'Ange à Épinal le 19 août 2022 : Benoît Cazzulini, Hassan Hadji, Christian Décamps, Thierry Sidhoum, Tristan Décamps.

Les 31 janvier et 1er février 2020, Ange fête ses cinquante ans au Trianon (Paris) avec de nombreux musiciens des formations précédentes : le claviériste Francis Décamps, les bassistes Daniel Haas et Laurent Sigrist, le guitariste Serge Cuénot, les batteurs Fabrice Bony, Hervé Rouyer et Jean-Claude Potin, et la chanteuse Caroline Crozat apparaissent au gré des titres joués. Tous les musiciens se réunissent pour interpréter Hymne à la vie en rappel.
Ces prestations marquent le départ d'une tournée anniversaire des « cinquante ans » qui sera reportée du fait de la pandémie de covid-19. Finalement, le site officiel du groupe annonce de nouvelles dates de concerts en 2021 et en 2022. La « Tournée des cinquante ans » se poursuit ensuite jusqu'en 2023 pour s'achever à l'été par deux concerts mi-juillet aux Francofolies de La Rochelle et un concert mi-août aux Estivales de Vittel. 
S'ensuit le « Cunégonde Tour » d'octobre 2023 à mai 2024, baptisé ainsi en référence à un album à venir. Après un passage au festival Motocultor le 15 août 2024, la tournée reprend en novembre et décembre pour se poursuivre en janvier 2025 et s'achever avec deux dates à l'Olympia le 31 janvier et le 1er février présentées comme « la dernière scène de Christian Décamps, l'ultime révérence du poète-chanteur, après cinquante-cinq ans d'une vie d'Ange bien remplie ». En effet, affaibli par les séquelles d'une chute sur scène survenue à Cambrai en 1974, au cours de laquelle il s'est fracturé les deux talons, le chanteur de 78 ans a décidé de renoncer aux concerts. L'ultime concert du 1er février fait l'objet d'une captation vidéo pour une télédiffusion fin mars suivant.

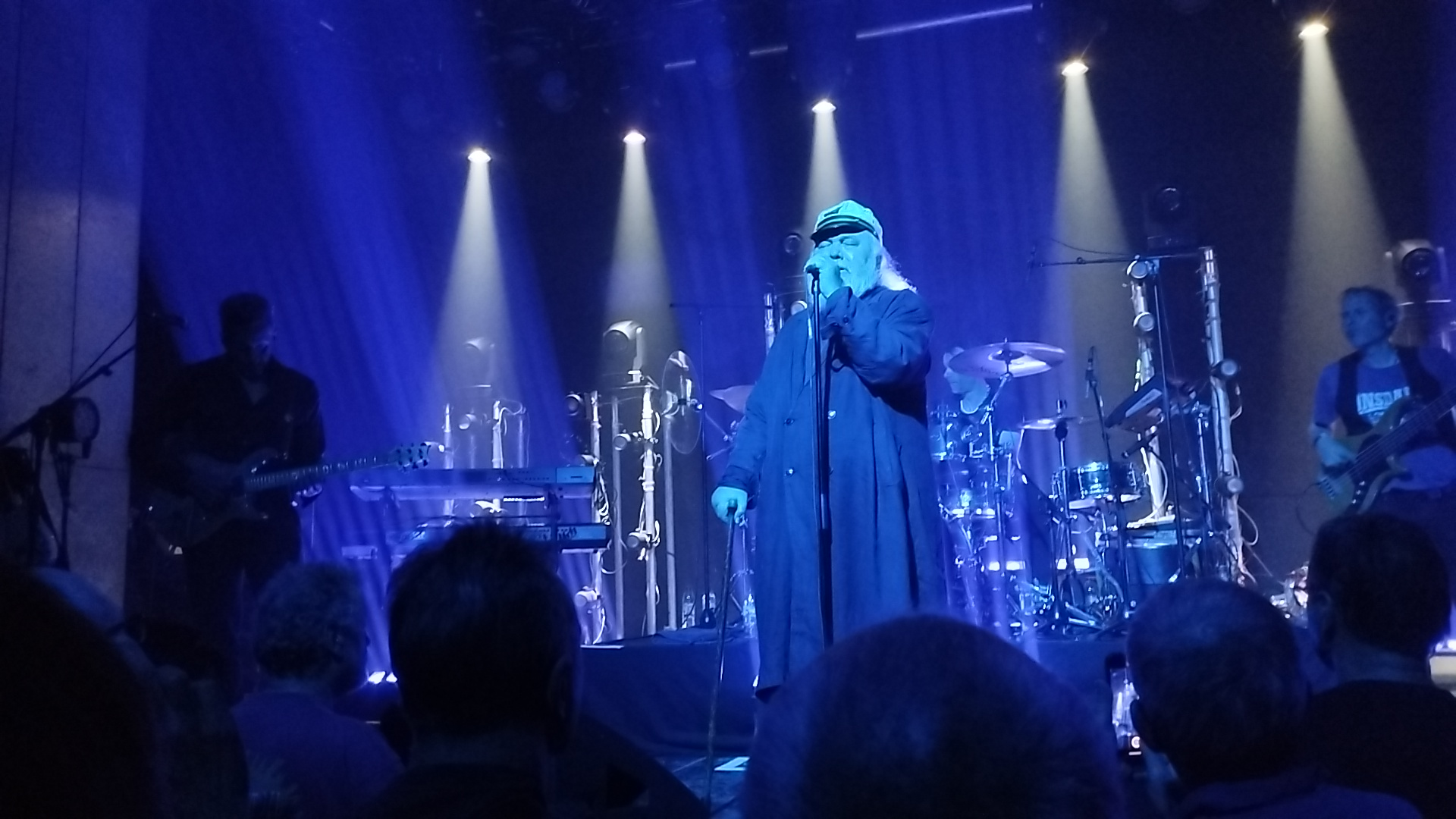
Ange interprète « Capitaine cœur de miel » à Savigny-le-Temple en 2024

S'il est vrai que cette tournée est sa dernière, Christian Décamps restera dans le groupe, « en tant que parolier et poète », « vieux conseiller » ou « vieux sage », comme il le dit lui-même avec malice. En concert, quand Tristan Décamps sera au chant sur le devant de la scène, les claviers seront tenus par Séraphin Palméri qui accompagne déjà le groupe comme claviériste additionnel depuis 2023, lequel est alors également constitué de Hassan Hajdi aux guitares, Thierry Sidhoum aux basses et Benoît Cazzulini à la batterie et aux percussions. 
Le 12 novembre 2024, Jean-Michel Brezovar, guitariste fondateur du groupe, meurt à l'âge de 74 ans à Fréjus. La nouvelle est annoncée le lendemain sur la page Facebook du groupe par Christian Décamps qui déclare : « [...] Te voilà parti torcher le cul au firmament et c'est d'une grande tristesse. Oui, c'est une immense tristesse dont tu ne peux mesurer les dégâts dans nos petits cœurs d'anges.
Un jour, nous irons te rejoindre, le chagrin en arpèges sur la trace des fées. [...] » Son frère Francis rend également hommage à Jean-Michel Brézovar sur son compte Facebook, avec une pensée pour les deux autres guitaristes du groupe déjà morts, Robert Defer et Claude Demet : « [...] Ce fut un honneur pour moi de partager la scène avec ce personnage hors du commun, ce magicien de la guitare. J’espère que là-haut une Strate l’attend et qu’il ne va pas se gêner pour taper le bœuf avec Robby et Chouchou.[...] »
Le groupe prévoit de sortir le 19 septembre 2025un nouvel album intitulé Cunégonde, au mixage duquel Christian Décamps participera, album initialement prévu en 2024 (mais « qui n'a[vait] pas pu se faire pour des raisons techniques ») puis au printemps 2025. L'album sera suivi d'une nouvelle tournée intitulée « Quitter la meute Tour ».
Le 3 février 2025, le groupe publie un EP de cinq titres en concert intitulé Entre Actes (comprenant quelques inédits du prochain album).

## Instruments

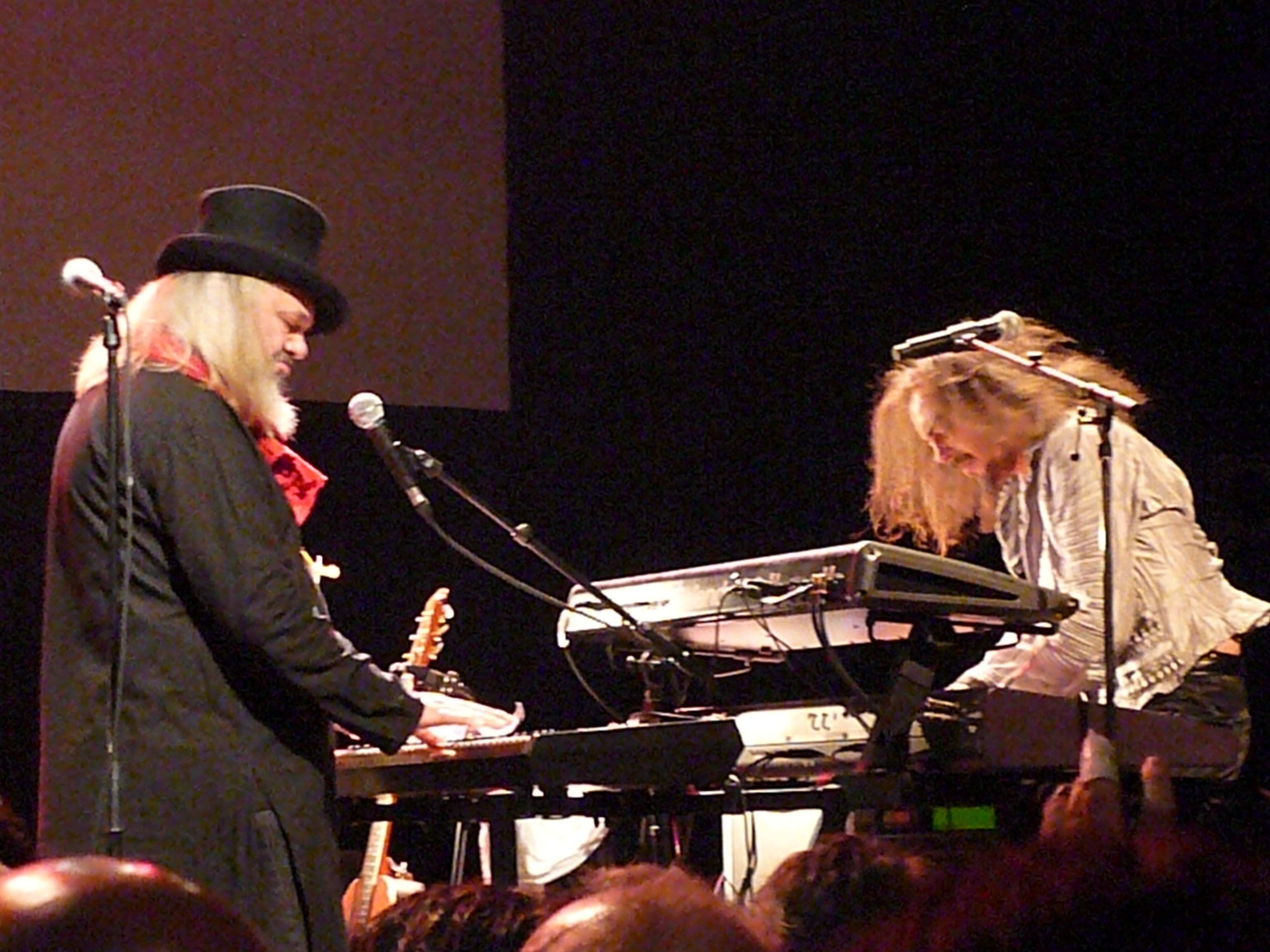
Christian et Tristan Décamps aux claviers le 5 février 2010 à Florange

Avec les groupes britanniques Spooky Tooth, Procol Harum, Supertramp et Archive, Ange est l’un des rares groupes de rock alignant deux claviéristes.
Pendant les années 1970, le son des claviers du groupe est unique, imaginé et créé par Francis Décamps, qui tient à posséder un son personnel. Ses nappes harmoniques rappellent le son du mellotron, obtenu en réalité avec un orgue Viscount « trafiqué » par Francis, aidé des techniciens d’un importateur d’instruments de musique basé à l’époque à Lyon, le tout passé au travers d’une réverbération Hammond B. Le mellotron à proprement parler est utilisé sur l’album Guet-apens en 1978. Christian Décamps, quant à lui, utilise un orgue Hammond L, et le son caractéristique du groupe provient du mélange des sonorités produites par les deux instruments. Depuis la deuxième époque d'Ange avec Tristan Décamps à la place de Francis, Christian et son fils continuent à jouer sur scènes des titres à deux claviers.

## Membres

### Membres actuels

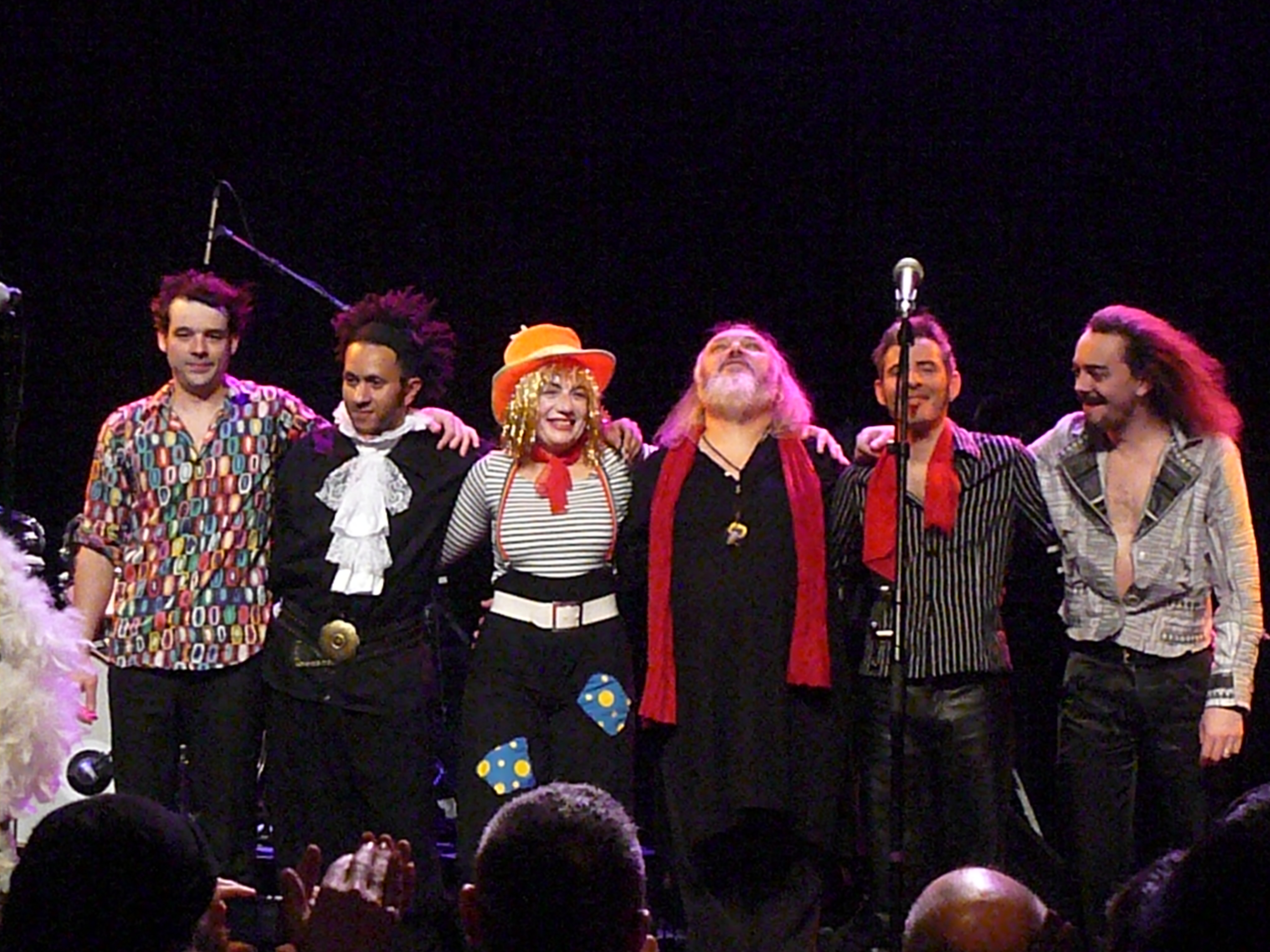
Les membres actuels et Caroline Crozat, le 5 février 2010 à Florange.

- Christian Décamps : chant principal, claviers additionnels, guitare acoustique, accordéon (depuis 1970 en studio, de 1970 à 2025 en concert), textes (depuis 1970)
- Tristan Décamps : claviers, chœurs, chant secondaire (depuis 1999), chant principal (depuis 2025 en concert)
- Hassan Hajdi : guitare (depuis 1999)
- Thierry Sidhoum : basse (depuis 1999)
- Benoît Cazzulini : batterie (depuis 2003)
- Séraphin Palmeri : claviers additionnels (depuis 2023)

### Anciens membres
| - Francis Décamps : chant, claviers (1970-1995) - Jean-Michel Brézovar (†) : guitare, flûte (1970-1977, 1988-1989, 1991-1995), mort le 12 novembre 2024 - Jean-Claude Rio : guitare rythmique (1970-1971) - Patrick Kachanian : basse, flûte (1970-1971) - Daniel Haas : basse (1971-1977, 1988-1995) - Gérard Jelsch : batterie, percussions (1970-1974, 1994-1995) - Guénolé Biger : batterie, percussions (1975) - Jean-Pierre Guichard : batterie (1976-1981, 1988-1992) - Claude Demet (†) : guitare (1978, 1990), mort le 2 septembre 2013 | - Robert Defer (†) : guitare (1980-1981, 1990), mort le 7 avril 2019 - Didier Viseux : basse (1980-1981) - Serge Cuénot : guitare (1982-1987, 1990) - Laurent Sigrist : basse (1982-1987) - Jean-Claude Potin : batterie (1982-1986) - Martine Kesselburg : chant (1986) - Francis Meyer : batterie (1986-1987) - Fabrice Bony : batterie (1992-1993) - Hervé Rouyer : batterie, percussions (1999-2002) - Caroline Crozat : chant, chœurs (2001-2010) |

## Discographie
| Époque Francis Décamps Studio 1972 : Caricatures 1973 : Le Cimetière des arlequins 1974 : Au-delà du délire 1975 : Émile Jacotey 1976 : Par les fils de Mandrin 1978 : Guet-apens 1980 : Vu d'un chien 1981 : Moteur ! 1982 : À propos de... 1983 : La Gare de Troyes 1984 : Fou ! 1986 : Egna 1987 : Tout feu tout flamme... C'est pour de rire 1989 : Sève qui peut 1992 : Les Larmes du Dalaï Lama En concert 1977 : Tome VI : Live 1977 1977 : En concert : Live 1970-1971 1995 : Un p'tit tour et puis s'en vont, live 1995 1995 : Rideau (live 1995) 1996 : A...Dieu (live mai 1995) 2002 : Tome 87 2004 : Ange en concert : Par les fils de Mandrin (Milésimé 77) | Époque Tristan Décamps Studio 1999 : La Voiture à eau 2001 : Culinaire Lingus 2005 : ? 2007 : Souffleurs de vers 2010 : Le bois travaille, même le dimanche 2012 : Moyen-âge 2014 : Émile Jacotey Résurrection 2018 : Heureux ! 2025 : Cunégonde (à paraître à l'automne) En concert 2000 : Rêves parties (double CD) 2007 : Le tour de la question 2009 : Zénith An II (double CD) 2009 : Souffleurs de vers Tour (CD et DVD) 2012 : Escale à Ch'tiland, vol. 1 (concert à Lille, 2010, CD et DVD) 2012 : Escale à Ch'tiland, vol. 2 2015 : Émile Jacotey résurrection (Live) 2019 : Escale Heureuse (concert à Nancy, 2019, double CD et simple DVD) 2020 : Trianon 2020 - Les 50 ans (concert à Paris, 2020, triple CD et simple DVD) 2025 : Entre Actes ( EP de cinq titres en concert comprenant quelques inédits du prochain album Cunégonde ) |

## Vidéographie

### Époque Francis Décamps
- En concert (volume 1), VHS, Baillemont Productions, 1991[30]
- En concert (volume 2), VHS, Baillemont Productions, 1991[31]
- Zénith 85 - Ange en concert (volume 3), Baillemont Productions, 1991[32]
- Sève qui peut, VHS, 1992[33]
- Concerts 1976/1977, VHS, 1992[34]

### ÉpoqueTristan Décamps
- Jean-Claude Morin : Un Ange passe, DVD Musea, 2007.
- Ange à l'Olympia, 2025, 50 min, film réalisé par Sylvain Pierrel et produit par Supermouche Productions & Diffusion Prod ; captation partielle de l'ultime concert du groupe donné avec Christian Décamps le 1er février 2025 à l'Olympia. Film diffusé sur les antennes régionales de France 3 de Bourgogne Franche-Comté et du Grand Est les 26 et 27 mars 2025[25].

### Travaux universitaires
- Pierre Arnould, sous la direction de Raymond Pouilliart, Les poètes du rock français : Ange, mémoire de licence en études romanes, université catholique de Louvain (Belgique), 1984, 144 p.
- Jean-Marc Oudet, sous la direction d'Anne-Marie Green et de Pierre-Louis Spadone, Ange : mythes et réalité d'un rock provincial. Mémoire de maîtrise de sociologie à l'université de Franche-Comté (Besançon), 1999.

### Livres
- Christian Décamps : Rien qu'une poignée d'images (recueil de poèmes). Éditions de l'Athanor, 1977.
- Thierry Busson, Xavier Chatagnon et Bruno Versmisse : Ange, le livre des légendes sous-titré L'anthologie définitive sur le groupe mythique du rock français, Éclipse éditions, Besançon, 1995, 292 pages. Préface de Jean-Noël Coghe.  (ISBN 2-911494-00-8)
- Michel Buzon : Ange Les croyances féeriques. Entretien avec Christian Décamps. Erti éditeur, 1989, 80 pages + 24 p. de photos N&B.  (ISBN 2-903-524-28-9)
- Jean-Paul Germonville (journaliste de rock à l'Est-Républicain) : Au-delà du système : Ange, vingt ans de musique, Presses universitaires de Nancy, 1990.  (ISBN 2-86480-449-2)
- « Coup de pouce » reçoit Christian Décamps et fils. Association Coup de pouce (Les Ulis), 50 pages, 1997.
- Jean-Noël Coghe et Christian Décamps, Toute une vie d'ange, Toulon, Presses Du Midi, 14 novembre 2019, 322 p. (ISBN 978-2-8127-1119-0)